# Stade Raulino de Oliveira
Le Stade Raulino de Oliveira (en portugais : Estádio Raulino de Oliveira), également connu sous le nom de Stade municipal Général Sylvio Raulino de Oliveira (en portugais : Estádio Municipal General Sylvio Raulino de Oliveira), est un stade de football brésilien situé dans la ville de Volta Redonda dans l'État de Rio de Janeiro.
Le stade, doté de 18 230 places et inauguré en 1951, sert d'enceinte à domicile aux équipes de football du Volta Redonda Futebol Clube et du Fênix 2005 Futebol Clube.
Le stade porte le nom du général Sylvio Raulino de Oliveira,, ancien président de la Companhia Siderúrgica Nacional basée dans la ville, qui a joué un rôle déterminant dans le financement du stade.

## Histoire
En projet depuis la fin des années 1940, le stade Raulino de Oliveira ouvre ses portes en 1951 sous le nom de Stade de Cidadania (en portugais : Estádio da Cidadania). Le match d'inauguration a lieu devant 6 000 spectateurs le 15 avril 1951 lors d'une victoire 3-1 de Botafogo sur Fluminense (le premier but au stade étant inscrit par Zezinho, joueur de Botafogo).
En 1976, il est exproprié par la Companhia Siderúrgica Nacional (CSN) qui possédait les lieux. Il est finalement modernisé et rouvre ses portes la même année avec des gradins en structure métallique (remplacés par des gradins en béton après les rénovations du stade en 2001, faisant passer la capacité d'accueil du stade de 15 000 à 18 230 places).
Le premier match à se jouer dans le nouveau stade modernisé a lieu le 14 mars 1976 lors d'une victoire 3-2 des locaux du Volta Redonda FC sur Botafogo (le premier but dans le nouveau stade étant inscrit par Mauro, joueur de Volta Redonda).
Le record d'affluence au stade est de 25 000 spectateurs, lors d'une défaite 1-0 du Volta Redonda FC contre Flamengo le 1er mai 1977.
Le Raulino de Oliveira est également connu pour avoir été l'enceinte à domicile du Fluminense lors de la saison du championnat du Brésil 2005, et de quelques rencontres du Flamengo et de Fluminense durant le championnat du Brésil 2016.
Le club local du Fênix 05 FC de la ville voisine de Barra Mansa utilise également le stade pour ses matchs à domicile.
Il est le plus grand stade de l'État de Rio de Janeiro (en dehors de la ville de Rio de Janeiro).

## Galerie

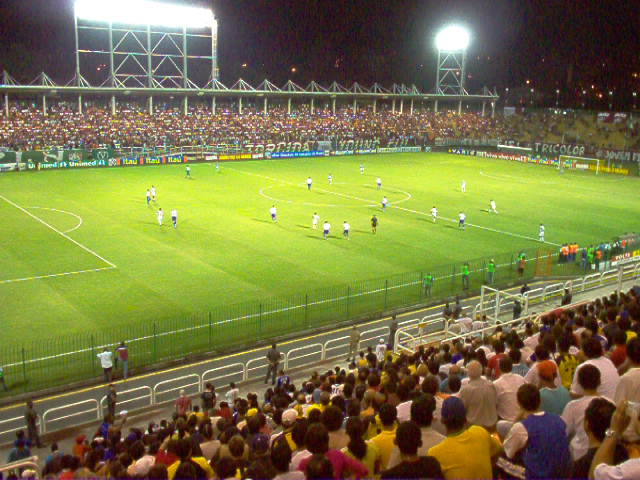
Match entre Fluminense et Cruzeiro le 8 mai 2005
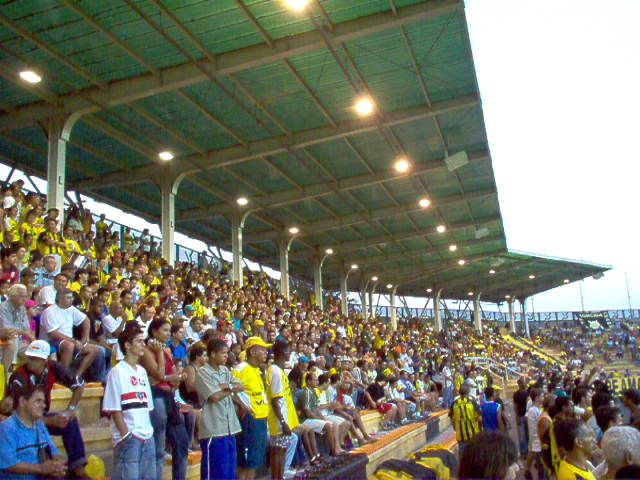
Tribune du stade lors d'un match le 22 août 2005